# Herbertön
Herbertön eller Qeqertarsuaq är en ö i Avannaa i kommunen Qaasuitsup på Grönland. Den ligger ungefär 22 kilometer väst om staden Qaanaaq. Ön har en area på 222,8 km2 och ett kustindex på 0,325.
Qeqertarsuaq är också namnet på en övergiven fiskeby som ligger på ön.
Herbertön är numera officiellt obebodd, men där finns ett antal hus som används som sommarbostad av Qaanaaqbor. Fram till mitten av 1980-talet beboddes orten främst av jägare.
Det grönländska namnet Qeqertarsuaq betyder ”stor ö”. Ön ska inte förväxlas med den mycket större Qeqertarsuaq, som också heter Disko-ön, eller den något större  Qeqertarsuaq (Upernavik) i Qaasuitsup.